# Lerma (region)
Lerma (spanska: Región VII Lerma) är en region i delstaten Mexiko bildad 2006. Den gränsar till regionerna Toluca och Metepec i väst, Ixtlahuaca och Naucalpan i norr, huvudstaden Mexico City till ost och Tenancingo i syd.
Kommunen Lerma tillhörde tidigare regionen Toluca, innan regionen Lerma bildades.

## Kommuner i regionen
Regionen består av sju kommuner (2020).
- Atizapán
- Capulhuac
- Lerma
- Ocoyoacac
- Texcalyacac
- Tianguistenco
- Xalatlaco